# Границі (прірва)
Прірва Границі або Границька прірва (чеськ. Hranická propast) — прірва, найглибша затоплена вертикальна печера у світі. Це карстова воронка біля міста Граніці, в окрузі Пршеров, Оломоуцькиого краю, Чеської Республіки. Найбільша підтверджена глибина — 519,5 м, з яких 450 м знаходиться під водою, але при вимірювані не було досягнуто дна. У 2020 році наукова експедиція до печери виявила, що частина системи, очевидно, сягає 1 кілометра в глибину, хоча найнижча частина заповнена осадами. Аналіз води виявив ізотопи вуглецю та гелію, що свідчить про те, що печера була утворена кислими водами, нагрітими мантією, які вириваються знизу.

## Опис

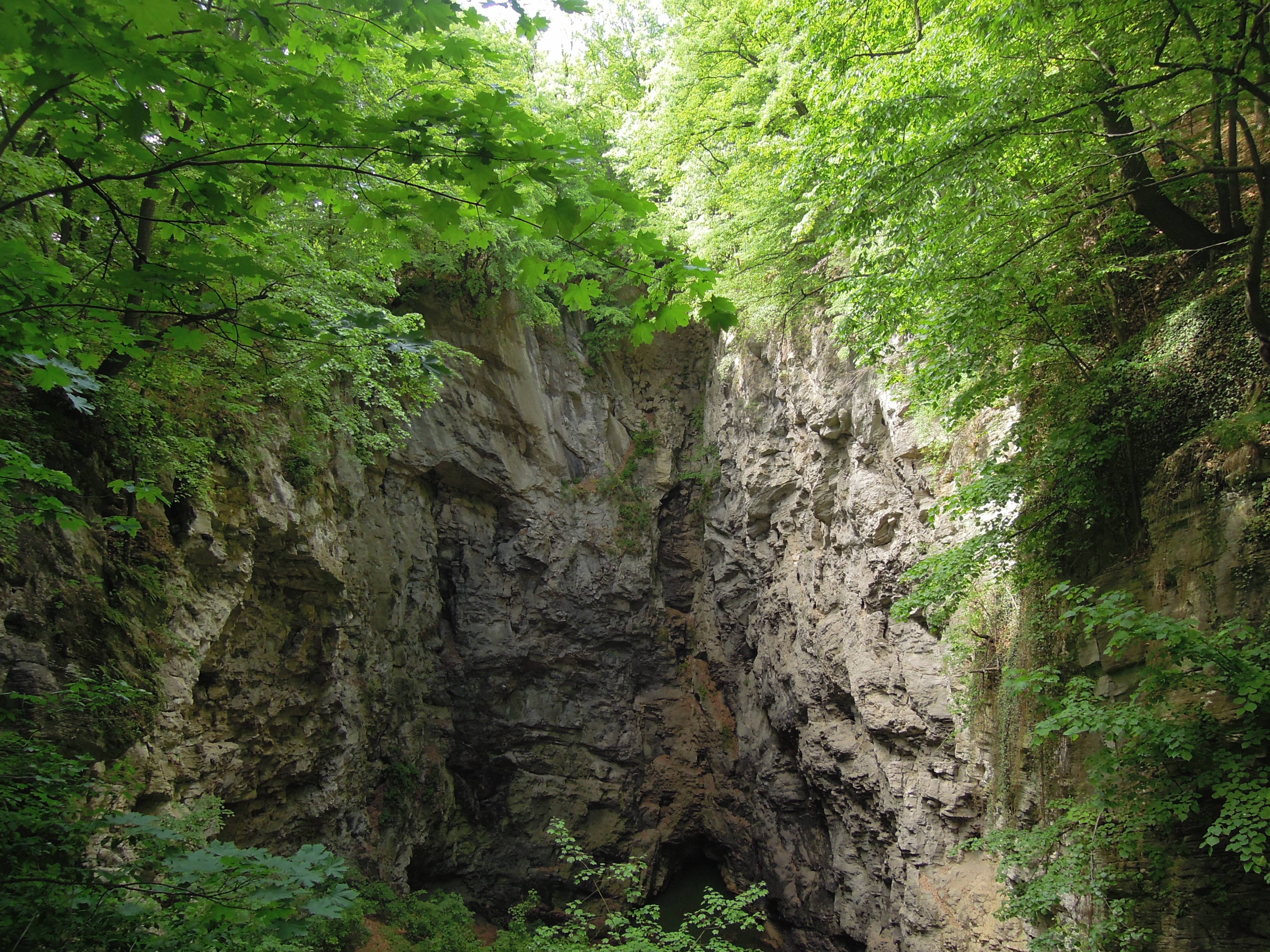
Границька прірва

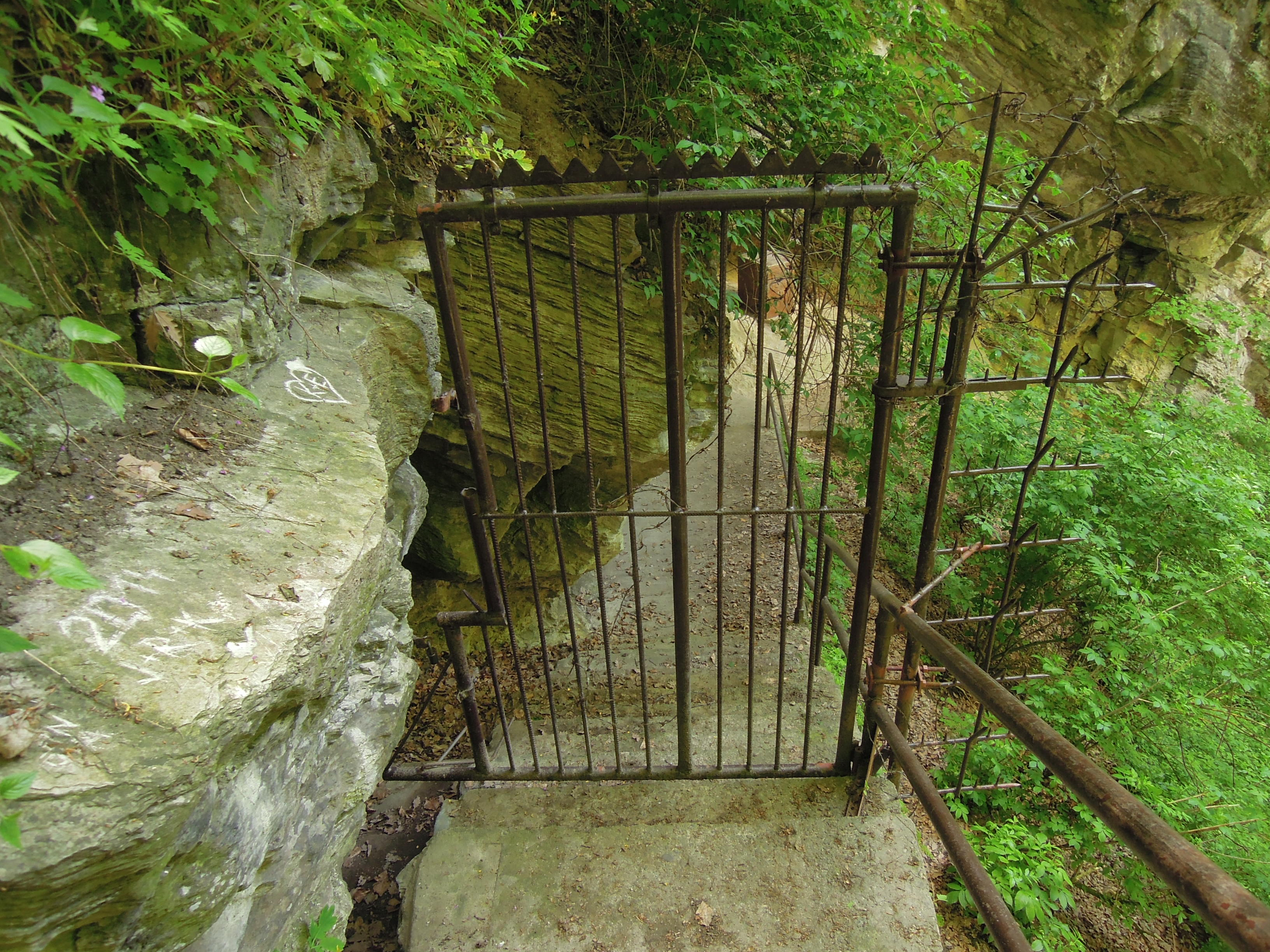
Нижня частина безодні та Границьке озеро недоступні для відвідування

Прірва Границі розташована на правому березі річки Бечва (ліва притока річки Морави), поблизу, на протилежному березі, знаходяться Збрашовські арагонітові печери, які відкриті для відвідування туристів. Загальна глибина прірви (припускається що 519,5 м, станом на 2022 рік) невідома, оскільки нижня її частина затоплена озером Границі. Провалля, в поперечному розрізі, має еліптичну форму і розташоване в напрямку з північ-північний схід на південь-південний захід. Її довжина в найдовшій точці становить приблизно 110 метрів, а найбільша ширина — 50 метрів. Для більшості відвідувачів найбільш цікавою цифрою є глибина безодні включно з затопленою частиною, але насправді це досить складна порізана карстова система з численними відгалуженнями та порожнинами. Карстові явища (наприклад: карстові лійки або вирви) також можна спостерігати в безпосередній близькості від цього провалля.
На глибині 48 метрів під поверхнею озера, перетнувши сифон, названий Зубатице (за його зубчасту форму), можна піднятися до сухих печер (Ротонда Суха, Небеса I—III, Моніка). Вони постійно контролюються, включаючи вимірювання температури води та повітря. Крім того, Суха Ротонда відома як місце ночівлі кажанів, які потрапляють у неї через дуже вузький прохід зі сторони озера. Їм належить подолати близько 7 метрів скельного масиву. За появою кажанів спостерігають і досліджують фахівці з Інституту біології Академії наук Чеської Республіки.
Нижче Зубатице є вузька горловина, яка веде до глибокої підводної печери під назвою Ліфт. Дно цієї печери розташоване на глибині 219 м і вкрите затонулими деревами та гілками, що ускладнює та робить небезпечним будь-яке подальше просування вниз. Тому це місце називається Мікадо (посилання на японську популярну гру). За цією перешкодою є перешийок, що веде до іншої глибокої печери, глибина якої залишається невизначеною.

## Глибина та історія вимірювань

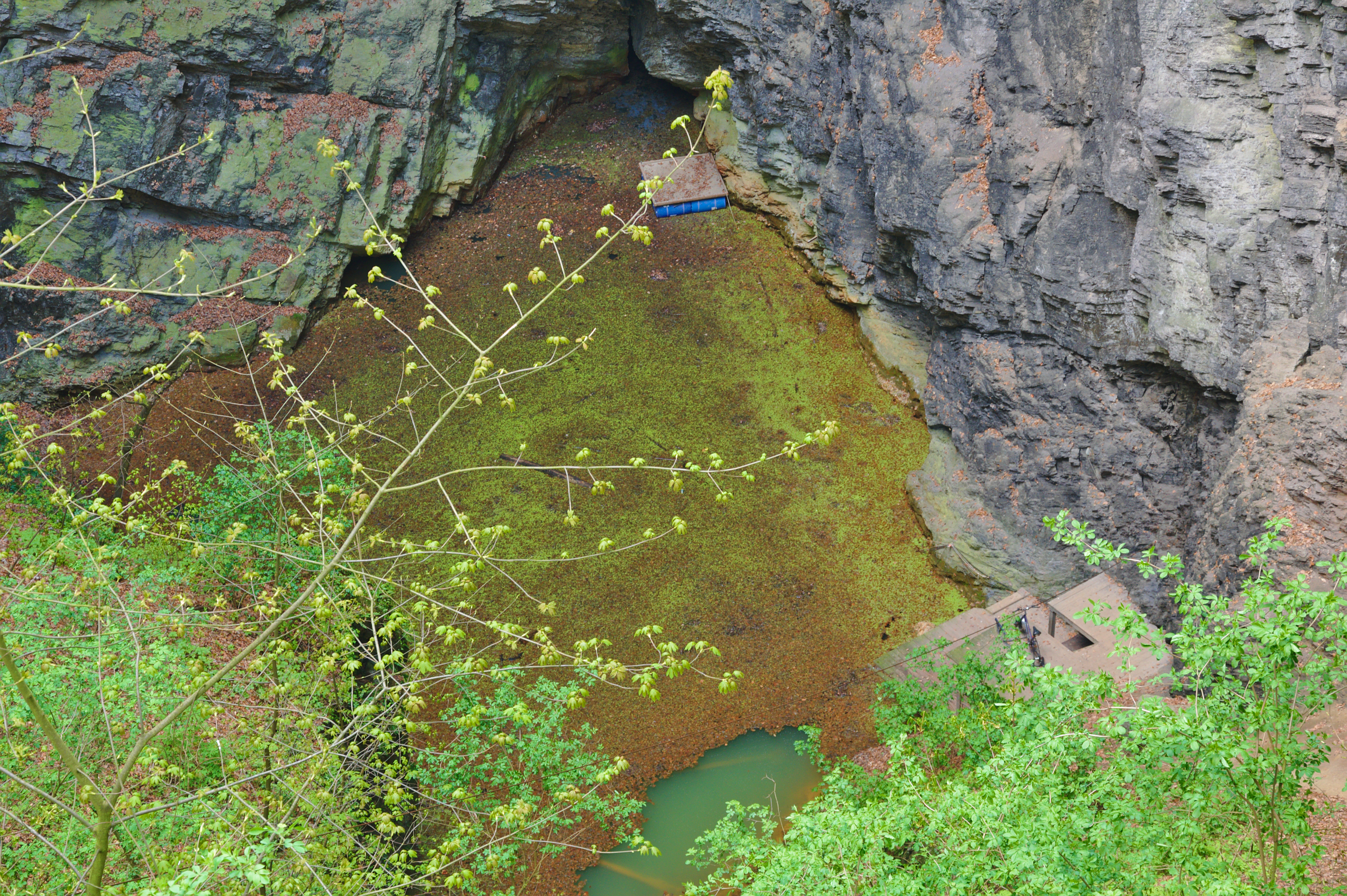
Границьке озерце

Суха частина прірви має глибину 69,5 м. На дні є невелике за площею озеро Границі.
Перші зареєстровані повідомлення про спроби вимірювання глибини прірви датуються 1580 роком. І лише вчитель Вацлав Шиндела з 1900 по 1902 рік провів перше наукове вимірювання за допомогою зонда з грузилом і отримав глибину -36 метрів, але цей метод був невірним, тому що прямо на рівні несправжнього дна, якого досягнув зонд, тунель починає спускатися вниз по діагоналі, і тому вчитель не міг запустити туди зонд. У 1961 році Богумін Копецький занурився на шестиметрову глибину за допомогою саморобного водолазного пристрою, що було першим зануренням із водолазним пристроєм у цій місцевості. Інші дайвери до кінця 1980-х здійснювали занурення з кисневими апаратами і досягли максимальної глибини 100 метрів. При використанні гелієвої суміші у 2000 році максимальна досягнута глибина склала 181 метр.
Від поверхні води до глибини −170 метрів, безодня була виміряна і нанесена на карту (Павел Ржига, 2005), після чого було занурення на глибину −181 метр (Кшиштоф Старнавський, 2000), а згодом 21 червня 2012 року було здійснене занурення на глибину −217 метрів (Старнавський з командою з шести чеських і польських водолазів). Робот ROV, «Hyball» занурився на глибину −205 метрів (1995). Дна не було досягнуто, оскільки подальші дослідження виявили конфігурацію топографії печери, яка перешкоджала подальшому просуванню робота.

Карта печери

Подальше вимірювання глибини безодні було зроблено 1 жовтня 2012 року, коли Кшиштоф Старнавський запустив зонд з глибини 217 метрів на глибину 373 метри під час спелеологічної акції від організації ZO ČSS 7-02 «Границький карст, Оломоуць». Потім він ненадовго опустився на глибину 225 метрів, що є найбільшою глибиною, досягнутою дайверами у цьому місці.
12 жовтня 2014 року Кшиштоф Старнавський знову виміряв нову максимальну глибину затопленої частини Границької безодні –384 метри. 27 вересня 2016 року робот ROV виробництва «GRALmarine» досяг глибини в 404 метри, знову не досягнувши дна. Це перевищило глибину італійської воронки Поццо-дель-Мерро, яка до того часу вважався найглибшою затопленою прірвою у світі з максимальною виміряною глибиною 392 метри. У 2022 році компанія «UNEXMIN Georobotics Ltd» досягла 450 метрів глибини затопленої частини печери за допомогою робота «UX1-Neo», встановивши новий світовий рекорд.
Загальна підтверджена глибина печери в 2022 році склала 519,5 метрів: –69,5 метри над водою і 450 метри затопленої частини. Вважається, що глибина безодні може становити 800—1200 метрів, про що свідчить температура та хімічний склад води. Це підтверджують інші дослідження, опубліковані в науковій пресі у 2022 році.
У звіті Їржі Погоди зазначено, що він запустив спеціально розроблений зонд (планер) із Зубатице на загальну глибину 260 метрів 13 квітня 1980 року під час одиночного занурення, не досягнувши дна. Однак його вимірювання є неповними і вважаються ненадійними, оскільки вони не були додатково перевірені. З точки зору поточної інформації про конфігурацію печери, вимірювання Погоди відповідають дійсності, але через звуження на глибині –205 метрів, це було б величезним збігом обставин, щоб його зонд опустився нижче і, що важливіше, щоб він міг витягнути його назад крізь нагромадження колод, гілок та інших перешкод на цьому рівні.
1 серпня 2022 року спелеологи за допомогою підводного робота «UX1-Neo» досягли глибини 450 метрів у Граніцької безодні. Однак через технічні обмеження робот не досяг дна прірви навіть у цій спробі. Під час занурення робот склав карту безодні за допомогою шести камер і променів гідролокатора. Отримані дані будуть використані при створенні детальної 3D карти затоплених підземних просторів.

## Доступ
Маршрут до Границької прірви лежить від будівлі залізничного вокзалу в Теплицє-над-Бечвой на лінії Границі на Мораві — Пухов здійснюється через червоний туристичний знак, ідентичний маршруту навчальної стежки «Гурка». Приблизно за 500 метрів від станції знаходиться сама прірва, яка обнесена огорожею для захисту від падіння.

## Легенда
За легендою, великоморавський правитель Моймір II (894—907) стрибнув у прірву верхи на коні, щоб його переслідувачі з-поміж віроломних магнатів, які загрожували Моравії, зробили те саме в темряві ночі.

## Цікаві факти
Провалля (звідси й озеро) іноді також називають «Мацушка» (чеськ. Macůška). Назва виникла до Другої світової війни, але не прижилася.